# PTS
PTS je sovětské pásové obojživelné vozidlo. Zkratka PTS znamená Plavajuščij transportěr-srednyj, česky střední obojživelný transportér. Je určen pro převoz vozidel, osob a různých nákladů na souši i ve vodě.
Sériová výroba tohoto transportéru počala v roce 1965, kdy začal nahrazovat dřívější obojživelné transportéry vyvinuté po druhé světové válce, kolové ZIL/BAV-485 a pásové K-61. K vylepšením oproti jeho předchůdcům patří zejména vyšší rychlost na silnici i ve vodě, zvýšená nosnost, dojezd a uzavřený prostor osádky.

## Popis
PTS má hranatou, nepancéřovanou vodotěsnou korbu a je, stejně jako ZIL/BAV-485 a K-61, vybaven sklopnou zadní nakládací rampou pro přepravované vozidlo. Posádka sedí vpředu, motor je umístěn pod podlahou. Ve vodě transportér pohánějí dva lodní šrouby umístěné v tunelech na zádi, aby byly chráněny před poškozením při pozemních operacích. V zadní části vozidla jsou umístěna dvě kormidla zajišťující řízení na vodě. Pro pohyb ve vodě je na přídi opatřeno sklopným vlnolamem.

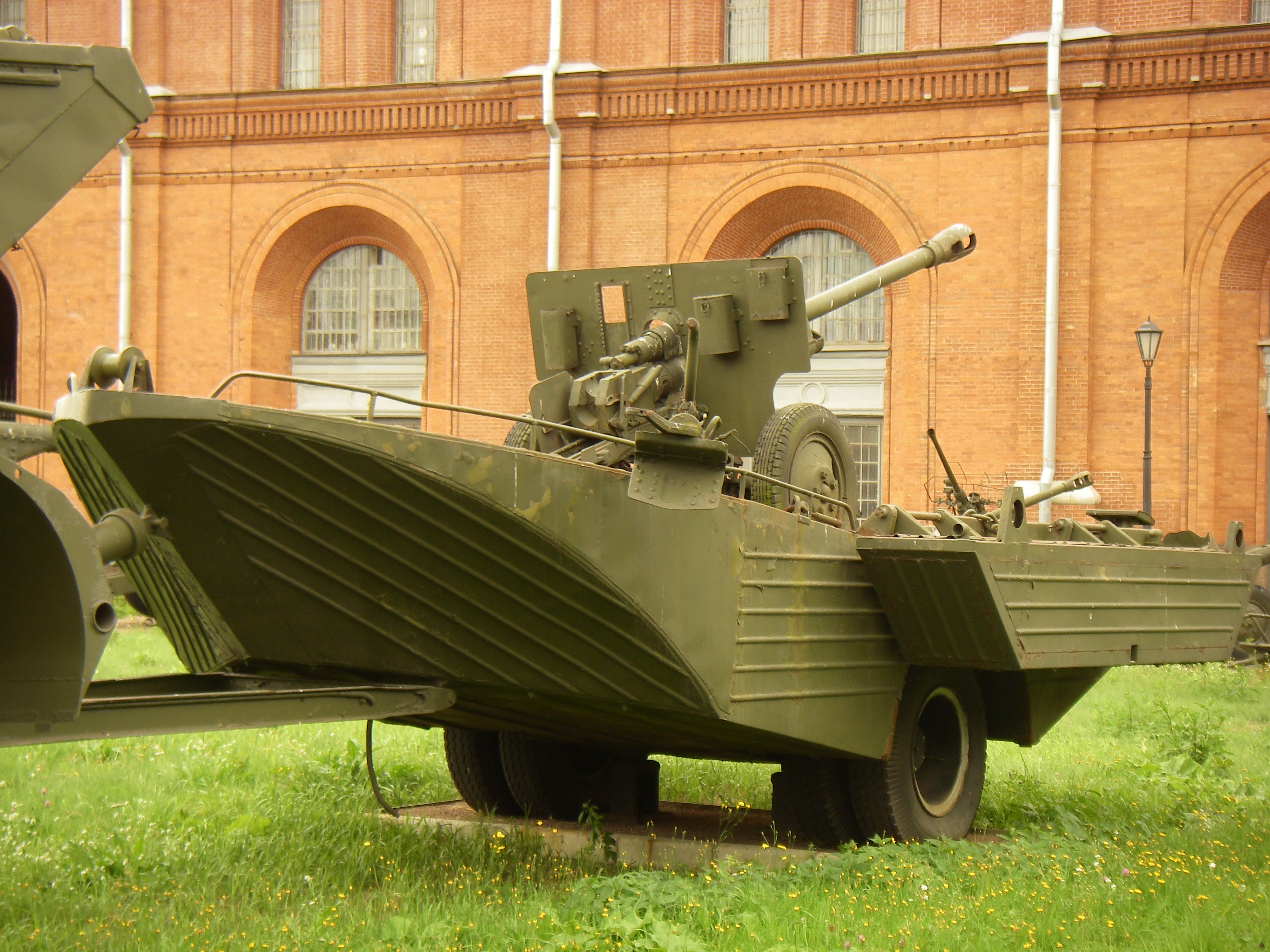
Přívěs PKP

Variantu PTS-M může doplňovat obojživelný dvoukolový přívěs PKP, který se podobá člunu. Má rozkládací sponsony, jež zajišťují jeho stabilitu na vodě. Kombinace transportéru a přívěsu umožňuje převážet současně dělostřelecký tahač a dělo až středního kalibru včetně jeho osádky a potřebné munice.

## Specifikace
|                         | PTS                          | PTS-M                        | PTS-2                         |
| rok zavedení            | 1965                         | 1969                         | 1985                          |
| délka                   | 11,5 m                       | 11,426 m                     | 12 m                          |
| šířka                   | 3,3 m                        | 3,3 m                        | 3,3 m                         |
| výška                   | 2,65 m                       | 2,65 m                       | 3,17 m                        |
| nosnost                 | 10 000 kg                    | 10 000 kg                    | 12 000 kg                     |
| motor                   | diesel V-54P 260 kW (350 hp) | diesel V-54P 260 kW (350 hp) | diesel V-64-4 530 kW (710 hp) |
| max. rychlost – silnice | 42 km/h                      | 42 km/h                      | 60 km/h                       |
| max. rychlost – voda    | 10,6 km/h                    | 10,6 km/h                    | 12 km/h                       |
| dojezd – silnice        | 300 km                       | 380 km                       | 500 km                        |

## Varianty
- PTS: Původní transportér uvedený do služby v roce 1965, postavený na prodlouženém podvozku tahače kanónů ATS-59[5]
- PTS-M: Sovětská verze z roku 1969 s vylepšeným motorem a vyšší kapacitou palivových nádrží; hmotnost 36 tun, uveze až 10 000 kg nákladu nebo 70 vojáků.[5][2]
- Vollketten Schwimmwagen: PTS-M pro Národní lidovou armádu NDR[5]
- PTS-MP: Modernizovaná polská verze[5]
- PTS-10: Označení PTS-M v rámci ČSLA a AČR[5]
- PTS-2: Modernizace založená na novém, větším podvozku, s vyššími bočnicemi a větší ložnou plochou[5]
- PTS-3: Vylepšená verze PTS-2 s vyššími bočnicemi[5]
- PLAM: Čínská varianta na čínském podvozku a s kulometnou věží na kabině[5]
- PTS-4: Verze založená na podvozcích tanků T-72 a T-80. Je vybavena vznětovým motorem V-84 o výkonu 630 kW (840 hp), který poskytuje transportéru maximální rychlost 60 km/h na souši a 15 km/h na vodě.[6] Vozidlo o hmotnosti 33,1 tuny uveze na souši náklad 12 t a na vodě 18 t.[6] Transportér PTS-4 má vylepšený pancíř, větší lodní šrouby[5] a je vyzbrojen uzavřenou, dálkově ovládanou lafetou kulometu ráže 12,7 mm se 400 náboji. Sériově se vyrábí od roku 2014.[7]

## Uživatelé

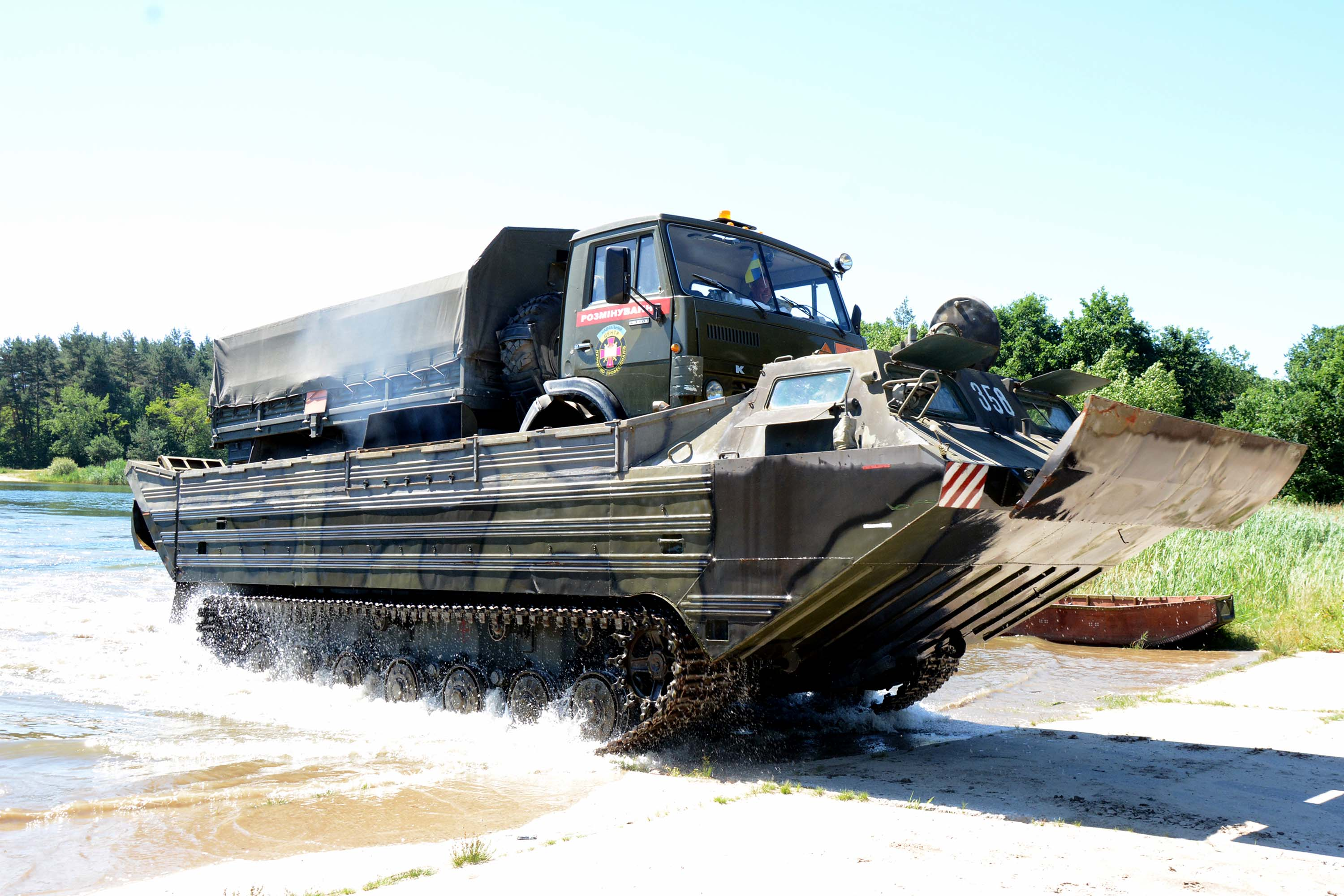
Překonávání řeky s nákladem

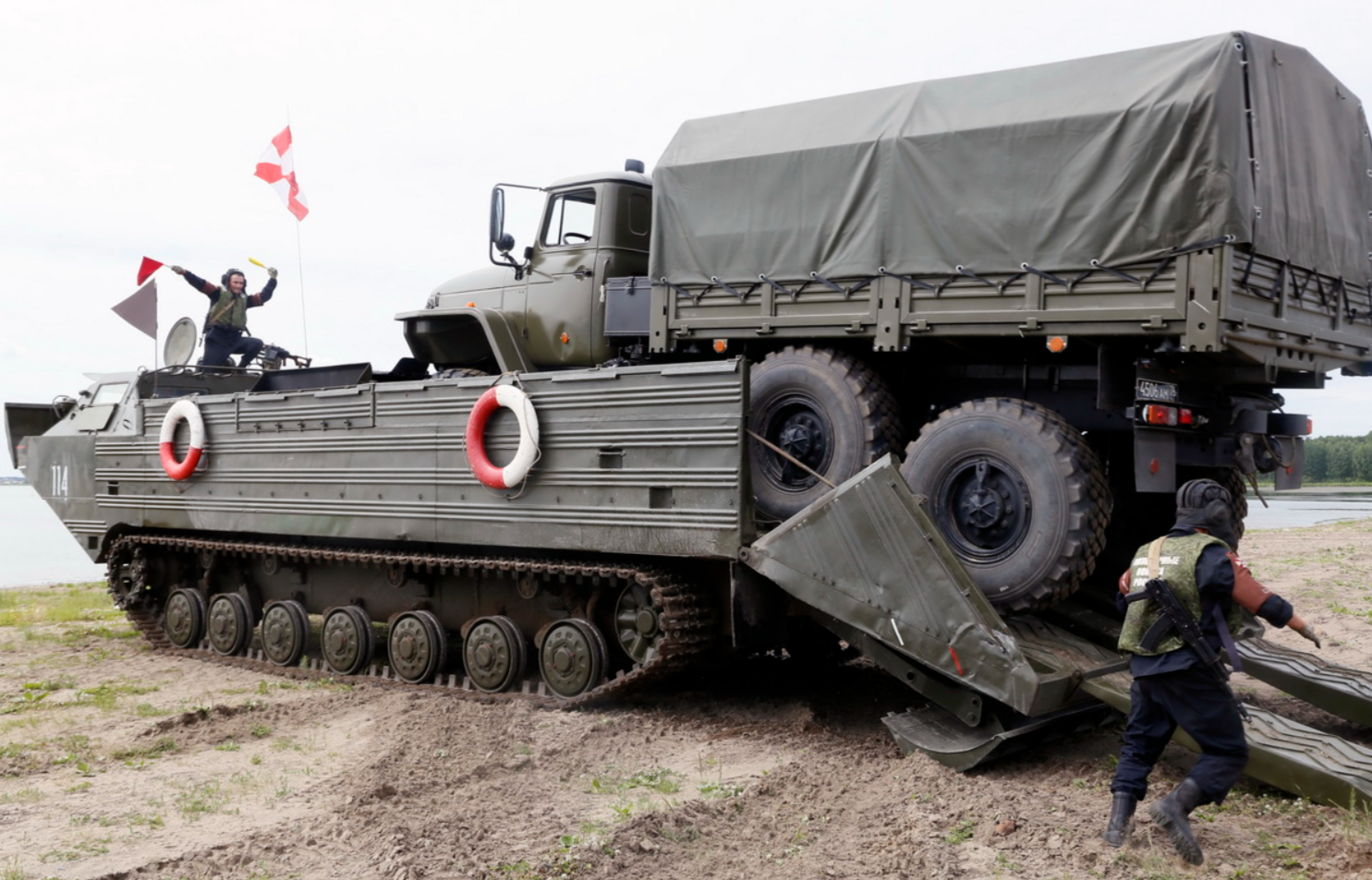
Nákladání Uralu-4320

Varianta PTS-M byla zavedena do výzbroje Sovětské armády a armád Varšavské smlouvy. Dodávala se rovněž do Egypta, bývalé Jugoslávie, Iráku, Sýrie, Uruguaye a dalších zemí.

### Současní
- Alžírsko
- Angola
- Bulharsko
- Česká republika – Transportéry PTS-10 mají být nahrazeny novými obojživelníky.[8]
- Egypt – Obojživelníky PTS-M byly použity během Operace Badr na začátku jomkipurské války.[9][2]
- Konžská republika
- Kuba
- Maďarsko – používán pro odstraňování následků katastrof[10]
- Indie
- Írán
- Polsko − 282 PTS-M, jež mají být nahrazeny novějšími BWP Borsuk.[11]
- Rusko – Ruská armáda používá obojživelné transportéry PTS-1, PTS-2, PTS-3, PTS-4, jakož i reaktivovaný BTR-50.
- Srbsko − PTS-M[12]
- Súdán
- Tanzanie
- Ukrajina
- Uruguay – Od roku 2016 jsou používány 2 PTS.[13]
- Vietnam

### Bývalí
- Československo
- Irák
- Jemen
- Jugoslávie
- Libye
- Německá demokratická republika
- Ruské separatistické síly na Ukrajině − PTS-2[1]
- Slovensko
- Sovětský svaz
- Srbsko a Černá Hora

## Zajímavost
V České republice používá PTS-10 kromě AČR také Hasičský záchranný sbor, který disponuje upravenými záchranářskými PTS-10. Tyto obojživelné transportéry plánuje HZS nahradit modernějšími českými obojživelnými transportéry KALAN, které se na souši i na vodě snáze ovládají a mají též lepší manévrovatelnost. Transportér KALAN je 10,2 m dlouhý, pohání jej motor Tatra V12 o výkonu 440 kW (590 hp), který mu umožňuje dosáhnout rychlost 60 km/h na silnici, 35 km/h v terénu a 12 km/h na vodě. Toto 20tunové vozidlo uveze náklad až 9 tun a dokáže přepravit až 80 osob či 12 lůžek. Nabízí oproti PTS-10 rovněž vyšší bezpečnost posádky a vyšší modularitu, jež umožňuje jeho přizpůsobení specifickým požadavkům v rámci plnění různých úkolů.